# Megachile tritacantha
Megachile tritacantha is een vliesvleugelig insect uit de familie Megachilidae. De wetenschappelijke naam van de soort is voor het eerst geldig gepubliceerd in 1970 door Pasteels.